# Acer hypotrichum
Acer hypotrichum é uma espécie de árvore do gênero Acer, pertencente à família Aceraceae.